# Dohrniphora perdita
Dohrniphora perdita är en tvåvingeart som beskrevs av Borgmeier och Prado 1975. Dohrniphora perdita ingår i släktet Dohrniphora och familjen puckelflugor. Inga underarter finns listade i Catalogue of Life.